# 平阳镇 (来宾市)
平阳镇，是中华人民共和国广西壮族自治区来宾市兴宾区下辖的一个乡镇级行政单位。

## 行政区划
平阳镇下辖以下地区：
平阳社区、欢怀村、大龙村、弄洛村、弄桥村、桥林村、排山村、石牌村、高境村、洛洞村、洛春村、同庆村、中山村、溯社村、中许村、囤兵村、弄台村、平巨村、帽山村、弄表村、尖山村和风口村。